# Escut de Vila-real
L'escut de Vila-real és un símbol representatiu oficial del municipi valencià de Vila-real (Plana Baixa). Té el següent blasonament:
| « | Escut caironat. En camp d'or quatre pals de gules. Per timbre, una corona reial oberta. Envoltant l'escut dues branques de sinople, una de llorer a l'esquerra i l'altra de roure a la dreta, encreuades per la base. | » |

## Història
L'escut històric d'ús immemorial es rehabilità per Resolució de 17 d'octubre de 2001, del conseller de Justícia i Administracions Públiques, publicada en el DOGV núm. 4.132, de 21 de novembre de 2001.
L'escut amb els quatre pals, propi d'una vila reial, és utilitzat pel municipi des del segle xv. Porta les branques de llorer i roure per distingir-lo dels de València, Sagunt i Cullera, que podria correspondre a l'encarregat fer l'any 1420:
| «                                                                               | ffon acordat per lo dit honorable Consell que en una pedra sie feyta fer o obrar un senyal reial ab sos fullatges... | » |
| — Arxiu Municipal de Vila-real, Manual de Consells, núm. 11 (1420-1421), f. 5r. | |   |